# Armoury Range
Die Armoury Range ist ein Gebirgszug in der Region Canterbury auf der Südinsel von Neuseeland.

## Geographie
Die Armoury Range befindet sich südöstlich der Gletscherregionen der Neuseeländischen Alpen, zwischen dem McCoy Stream und den dahinterliegenden Froude Range im Nordwesten und den Gebirgszügen der östlich verlaufenden Jollie Range, die an ihrer südwestlichen Seite von dem Sinclair River und an der nordwestlichen Seite durch den Kirk Stream von der Armoury Range getrennt wird. Im Südwesten Armoury Range passiert zwischen der Mündung des McCoy Streams und der Mündung des Sinclair River der Clyde River das Gebirge.
Der rund 10 km lange und in Südwest-Nordost-Richtung verlaufende Gebirgszug, findet mit dem 2580 m hohen The Warrior seinen höchsten Punkt. 22 weitere Gipfel der Bergkette liegen über 2000 m.
Administrativ gehört die Armoury Range zum Ashburton District.